# Пакистан на літніх Олімпійських іграх 1976
Пакистан брав участь у Літніх Олімпійських іграх 1976 року у Монреалі (Канада) увосьме за свою історію, і завоював одну бронзову медаль.

## Бронза
- Хокей на траві, чоловіки.